# Bab El Gharbi
Bab El Gharbi (arabe : باب الغربي) est l'une des portes de la médina de Sousse (Tunisie).

## Histoire
Bab El Gharbi, qui signifie « porte occidentale » ou « porte de l'ouest », est l'une des portes originales percées dans les remparts de la médina de Sousse sous le règne de la dynastie aghlabide, contrairement aux autres portes qui sont ouvertes durant le XIXe siècle,.

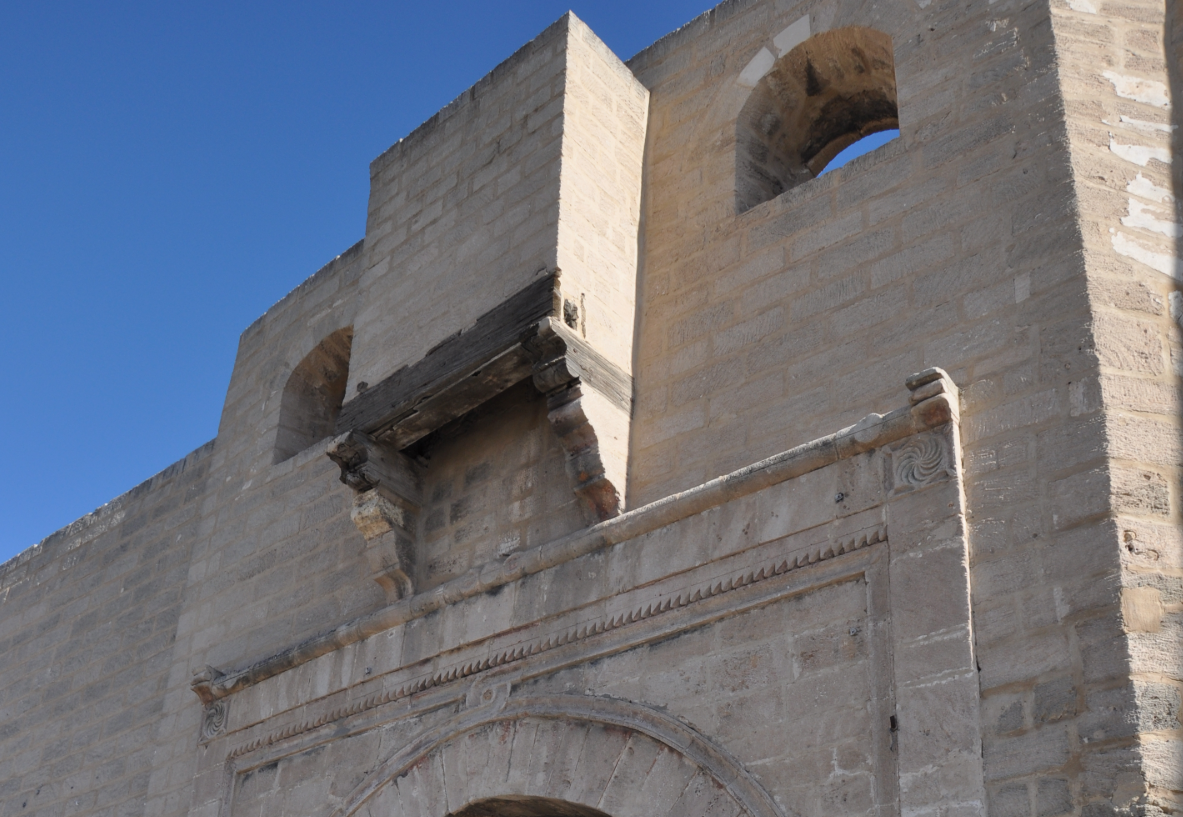
Mâchicoulis de Bab El Gharbi.

La porte avait un rôle défensif notamment grâce à son mâchicoulis.
Elle est située à l'ouest de la médina, non loin de la kasbah et du musée archéologique, et donne sur le souk El Caïd. Sous le protectorat français, l'entrée du quartier militaire français se trouvait devant la porte.
Il ne faut pas confondre Bab El Gharbi avec Bab El Finga qui se trouve aussi du côté ouest et qui a abrité une maison close fermée après la révolution de 2011 et appelée parfois par abus de langage « maison close de Bab El Gharbi ».
La porte, du fait de son appartenance aux remparts de la ville, est un monument classé et fait partie du tissu urbain de la médina de Sousse, elle-même classée comme patrimoine mondial de l'Unesco.